# Dicranomyia (Euglochina) comoroensis
Dicranomyia (Euglochina) comoroensis is een tweevleugelige uit de familie steltmuggen (Limoniidae). De soort komt voor in het Afrotropisch gebied.